# Benjamin Melzer

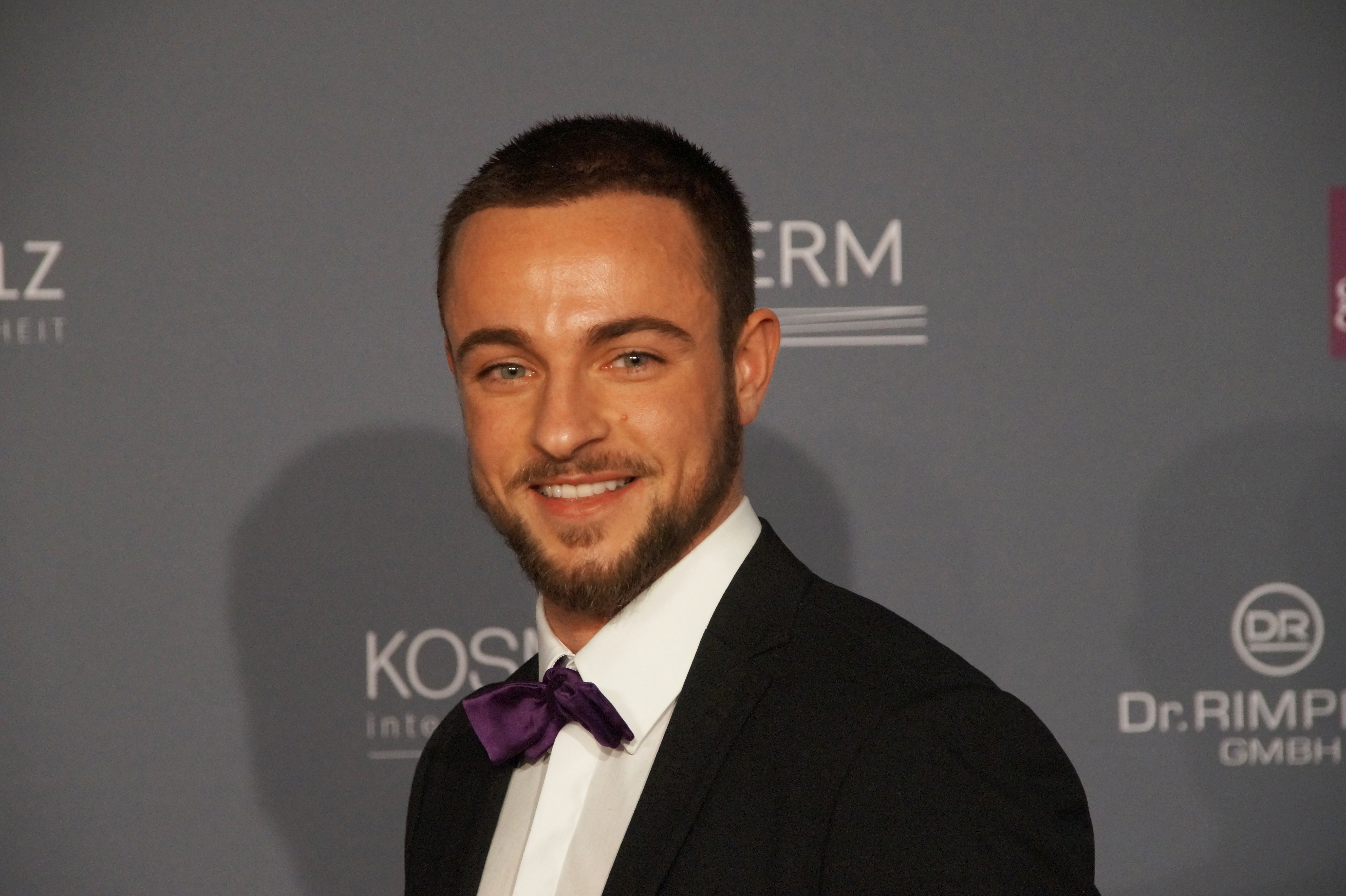
Benjamin Melzer (2016)

Benjamin „Ben“ Ryan Melzer (* 1987 in Recklinghausen als Yvonne Melzer) ist ein deutsches Model, Trans-Aktivist und Blogger. Im April 2016 war er als Model der erste Transmann auf der Titelseite des Lifestyle- und Fitness-Magazins Men’s Health.

## Leben
Melzer wuchs in Marl auf. Er wurde mit weiblichen Geschlechtsmerkmalen geboren und trug den Namen Yvonne.

### Geschlechtsangleichung
Melzer wollte bereits als Kind keine Kleider tragen und gab sich beim Spielen mit gleichaltrigen Kindern stets Jungennamen. Berichten und Erinnerungen seiner Mutter zufolge war er als Kind unzufrieden, unglücklich und aufsässig. Erste Zweifel an seiner Geschlechtsidentität hatte Melzer in der Pubertät, als ihm Brüste wuchsen und der Bartwuchs ausblieb. Mit 18 Jahren sah er im Fernsehen einen Bericht über Chaz Bono, den Sohn von Cher, welcher ihm seine Transgeschlechtlichkeit bewusst machte.
Im Alter von 23 Jahren entschloss sich Melzer zu geschlechtsangleichenden Maßnahmen. Er begann zunächst eine Hormontherapie mit Testosteron. In den folgenden zwei Jahren folgten insgesamt elf Operationen, davon acht am Unterleib. Ihm wurden Brüste, Eierstöcke und die Gebärmutter entfernt; zuletzt erfolgte ein künstlicher Penisaufbau. Mittlerweile wurde auch Melzers Geburtsurkunde angepasst und die Personenstandsänderung vollzogen; er trägt zivilrechtlich den bürgerlichen Namen Benjamin Ryan Melzer.

### Karriere
Nach der vollzogenen Geschlechtsanpassung widmete sich Melzer dem Aufbau seines männlichen Körpers mit Krafttraining, Kraftsport und Fitness. Im April 2016 war Melzer dann gemeinsam mit vier weiteren Models das Cover-Model der Men’s Health. Er war damit der erste Trans-Mann und das erste männliche Trans-Model auf der Men’s-Health-Titelseite. Im Mai 2016 stand Melzer für eine New Yorker Modelagentur, die auf Trans-Models spezialisiert ist, für ein Foto-Shooting auf der Brooklyn Bridge vor der Kamera. Über Melzers Modelkarriere wurde in zahlreichen überregionalen Zeitungen (Bild, Tagesspiegel, Frankfurter Allgemeine Zeitung), Nachrichtenmagazinen (Der Spiegel, Focus) und Zeitschriften berichtet.
Im Mai 2016 war Melzer in der Pseudo-Reality-Doku mieten, kaufen, wohnen als Darsteller zu sehen. In der Werbekampagne „Sei Du selbst“ des Automobilherstellers Mercedes-Benz, die Mitte 2017 anlief, ist er im ersten Werbespot mit dem Motto #growuplikethis gemeinsam mit Heiner Lauterbach zu sehen; Melzer erzählt darin seine Geschichte und berichtet über sein heutiges Leben.
Im Oktober 2022 war er der Sieger in der ersten Ausgabe der neuen RTL-Spielshow RTL Wasserspiele. 2024 war er als Kandidat in der RTL-Show Schlag den Besten zu sehen.
Melzer ist als Blogger und als Aktivist für die Transgender-Bewegung aktiv. Melzer betreibt ein eigenes Instagram-Profil mit 160.000 Followern (Stand: November 2021). Zu seiner erfolgreichen Karriere als Trans-Model gratulierte ihm auch Ashton Kutcher via Facebook. Im Frühjahr 2020 erschien seine Autobiografie Endlich Ben. Transgender – Mein Weg vom Mädchen zum Mann bei Eden Books.

### Privatleben
Melzer arbeitet als Verkäufer im Vertrieb. Er war mehrere Jahre mit seiner Lebensgefährtin Zara liiert, die er zu Beginn seiner Testosteron-Behandlung kennengelernt hatte. Zu seinen Hobbys gehören Wassersportarten wie Surfen und Wakeboarden, sowie Extremsportarten und Klippenspringen. Mehrere Jahre wohnte er in Oer-Erkenschwick.
Melzer ist mit Elisabeth Sissi Hofbauer, Schwester der ehemaligen Bachelorette Anna Hofbauer, verheiratet und lebt nach mehreren Jahren in München nunmehr in Recklinghausen. Im Jahr 2021 nahm er mit Sissi Hofbauer an der Reality-TV-Show Das Sommerhaus der Stars teil, wobei beide den zweiten Platz belegten.

## Autobiografie
- Benjamin Melzer (mit Alexandra Brosowski): Endlich Ben. Transgender – Mein Weg vom Mädchen zum Mann. Eden Books. Hamburg 2020. ISBN 978-3-95910-252-0.